# Francesco Naselli

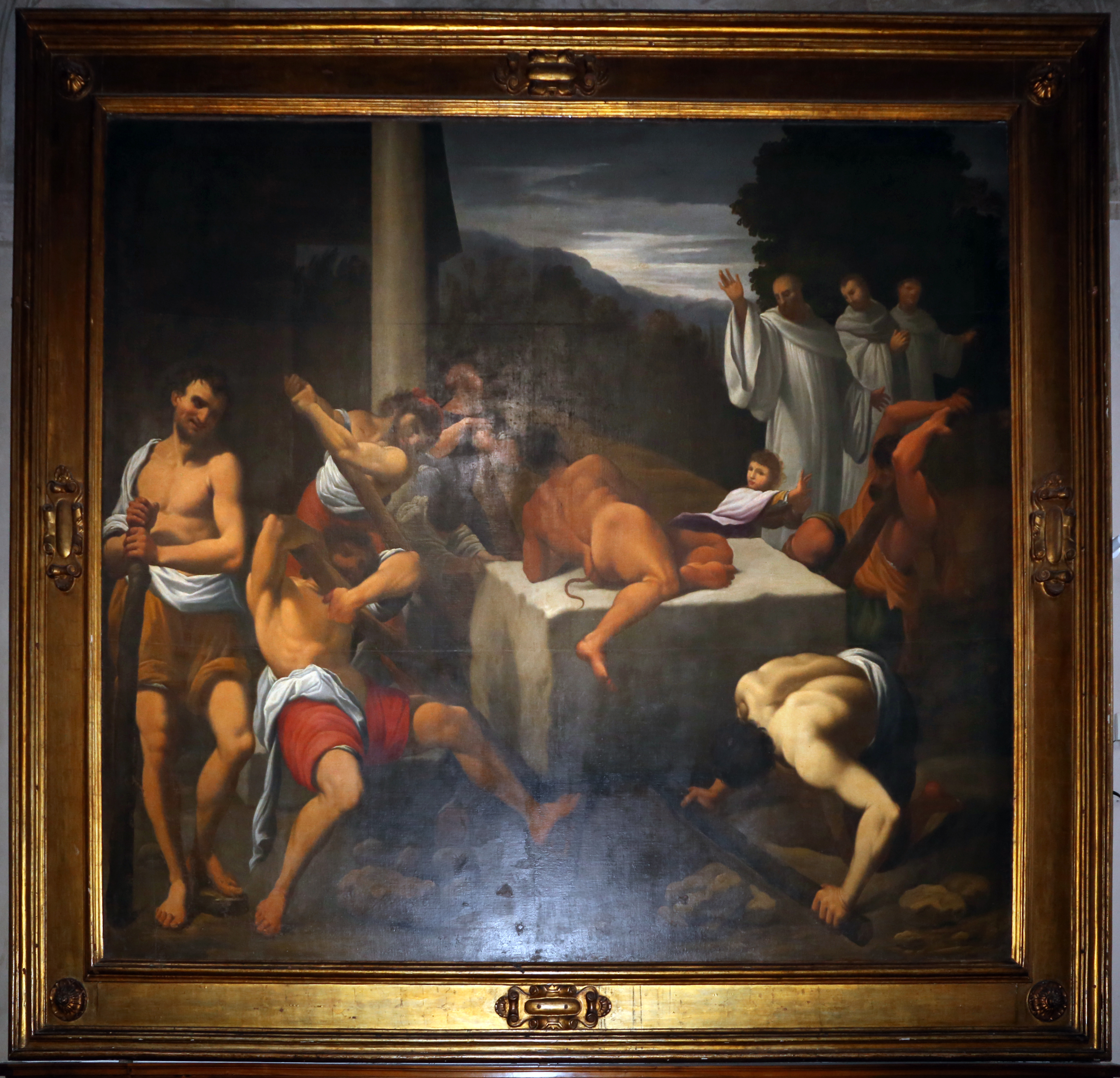
Saint Benedict miracle (d'apres Ludovico Carracci), San Giorgio, Ferrara

Francesco Naselli (né à Ferrare vers 1570 - mort dans la même ville vers 1630) était un peintre italien baroque actif à Ferrare.

## Biographie
Francesco Naselli a étudié les œuvres de Annibale Carracci et Le Guerchin, qu'il copia avec succès.
Naselli mourut à Ferrare vers 1630.

## Œuvres
- Nativité, retable, cathédrale, Ferrare ,
- La Cène, église Santa Maria de Servi,
- Assomption de la Vierge, église Santa Francesca
- Salomè, huile sur toile, collection privée, Ferrare
- Adoration des Bergers, Pinacoteca Civica, Cento,

## Sources
- (en) Cet article est partiellement ou en totalité issu de l’article de Wikipédia en anglais intitulé « Francesco Naselli » (voir la liste des auteurs).